# Казаков Олександр Костянтинович
Олекса́ндр Костянти́нович Казако́в (рос. Александр Константинович Казаков) — радянський офіцер-підводник і гідронавт-випробувач, капітан I рангу.
Один з тринадцяти повних кавалерів ордена «За службу Батьківщині у Збройних Силах СРСР».

## Життєпис
У 1974—1978 роках — командир 2-го екіпажу ракетного підводного крейсера стратегічного призначення К-451 (проекту 667А) 25-ї дивізії підводних човнів 2-ї флотилії підводних човнів Тихоокеанського флоту. У 1977 році його екіпаж посів перше місце по з'єднанню і отримав звання «Відмінний», а РПКСП К-451 визнаний кращим на Тихоокеанському флоті. У 1978 році екіпаж знову посів перше місце по з'єднанню.
З 1978 року — заступник начальника 5-го відділу 10-го загону гідронавтів (відкрита назва — 15-та Центральна науково-дослідницька лабораторія), командир екіпажу глибоководного комплекса «Селігер». Орденом 1-го ступеня нагороджений за виконання бойового завдання, пов'язаного з критичним ризиком для життя екіпажу і врятування спостережної камери.
Звільнений у запас за станом здоров'я. Внаслідок професійного захворювання (облітеруючий ендартеріїт нижніх кінцівок) втратив обидві ноги.

## Нагороди
- Орден «За службу Батьківщині у Збройних Силах СРСР» 1-го ступеня (27.12.1982).
- Орден «За службу Батьківщині у Збройних Силах СРСР» 2-го ступеня (21.02.1978).
- Орден «За службу Батьківщині у Збройних Силах СРСР» 3-го ступеня (30.04.1975).
- Медалі.